# Debreczeni István (irodalomtörténész)
Debreczeni István (Nagyszalonta, 1887. május 18. – Berettyóújfalu, 1973. január 9.) magyar református lelkész és irodalomtörténész.

## Életpályája
Teológiai tanulmányait Debrecenben végezte. Nagyszalontán (1910-25), Szatmáron, majd Temesváron volt református lelkész. Nyugalomba vonulása után, az 1960-as években Magyarországra költözött és bekapcsolódott az Arany János Összes Művei kritikai kiadásának munkaközösségébe.
Irodalomtörténészi munkásságát döntően meghatározta az a körülmény, hogy családját számos szál fűzte a költőhöz. Kutatásai Arany János szalontai vonatkozásainak tisztázására, jellemrajzának pontosabb körvonalazására és az Arany-kultusz történetére irányultak. Arany Jánosról szóló tanulmányokat közölt a nagyváradi Magyar Szóban (1919), a nagykőrösi Arany János-Társaság Évkönyveiben (1928), a Nyugatban (1932) és számos romániai magyar napilapban. Szatmári működése idején elnöke volt a Kölcsey Körnek; irodalomtörténeti értékű életrajzi bevezetővel látta el Szombati-Szabó István posztumusz kötetét (Hazajáró lélek, Nagyvárad, 1935). A II. világháború után vállalta az Arany János Társaság alelnöki tisztét.

## Művei
- A nagyszalontai Arany-Emlékegyesület története. 1882-1912 (Nagyszalonta, 1913)
- "Sírjatok a sírókkal". Temetési imádságok és beszédek, 1-2.; Béres Ny., Nagyvárad, 1926–1939
- "Kicsoda ez?" Egyházi beszédek; Szabadsajtó Ny., Szatmár, 1930
- Az Arany Múzeum története és katalógusa; szerk. Debreczeni István; Szabadsajtó Ny., Szatmár, 1932 (Az Arany Emlékegyesület könyvei)
- Arany János lelkivilága (Temesvár, 1937)
- A biblia nőalakjai. 1., Újszövetség; Kálvin Ny., Oradea, 1937
- A négyszázéves Debreceni Kollégium története; Királyhágómelléki Református Egyházkerület Iratterjesztési Osztálya, Nagyvárad, 1942
- Arany János hétköznapjai; Gondolat, Budapest, 1968[1]

## Kapcsolódó információk
- Márki Zoltán bevezetője az Arany János hétköznapjai folytatásos újraközlése elé. A Hét 1973/29.